# Zaborani (Nevesinje)
Pour les articles homonymes, voir Zaborani.
Zaborani (en serbe cyrillique : Заборани) est un village de Bosnie-Herzégovine. Il est situé dans la municipalité de Nevesinje et dans la république serbe de Bosnie. Selon les premiers résultats du recensement bosnien de 2013, il compte 19 habitants.
Avant la guerre de Bosnie-Herzégovine, le village faisait entièrement partie de la municipalité de Nevesinje ; après la guerre, son territoire a été partiellement rattaché à la municipalité de Konjic, intégrée à la fédération de Bosnie-et-Herzégovine.

## Démographie

### Évolution historique de la population dans la localité
| 1948 | 1953 | 1961 | 1971 | 1981 | 1991 | 2013 |
| ---- | ---- | ---- | ---- | ---- | ---- | ---- |
| -    | -    | 100  | 71   | 37   | 28,  | 19   |

|  |

### Répartition de la population par nationalités (1991)
En 1991, les 28 habitants du village étaient tous serbes.